# 1065 (numero)
Millesessantacinque (1065) è il numero naturale dopo il 1064 e prima del 1066.

## Proprietà matematiche
- È un numero dispari.
- È un numero composto da 8 divisori: 1, 3, 5, 15, 71, 213, 355, 1065. Poiché la somma dei suoi divisori (escluso il numero stesso) è 663 < 1065, è un numero difettivo.
- È un numero sfenico,
- È un numero nontotiente in quanto dispari e diverso da 1.
- È un numero malvagio.
- È un numero intero privo di quadrati.
- È parte delle terne pitagoriche (639, 852, 1065), (568, 1065, 1207), (1065, 1420, 1775), (1065, 2408, 2633), (1065, 2556, 2769), (1065, 7524, 7599), (1065, 7952, 8023), (1065, 12580, 12625), (1065, 22672, 22697), (1065, 37800, 37815), (1065, 63008, 63017), (1065, 113420, 113425), (1065, 189036, 189039), (1065, 567112, 567113).

## Astronomia
- 1065 Amundsenia è un asteroide areosecante.
- NGC 1065 è una galassia nella costellazione della Balena.
- IC 1065 è una galassia lenticolare nella costellazione del Dragone.

## Astronautica
- Cosmos 1065 è un satellite artificiale russo.